# Kriegsgefangenenlager „Hoffnungsthal“

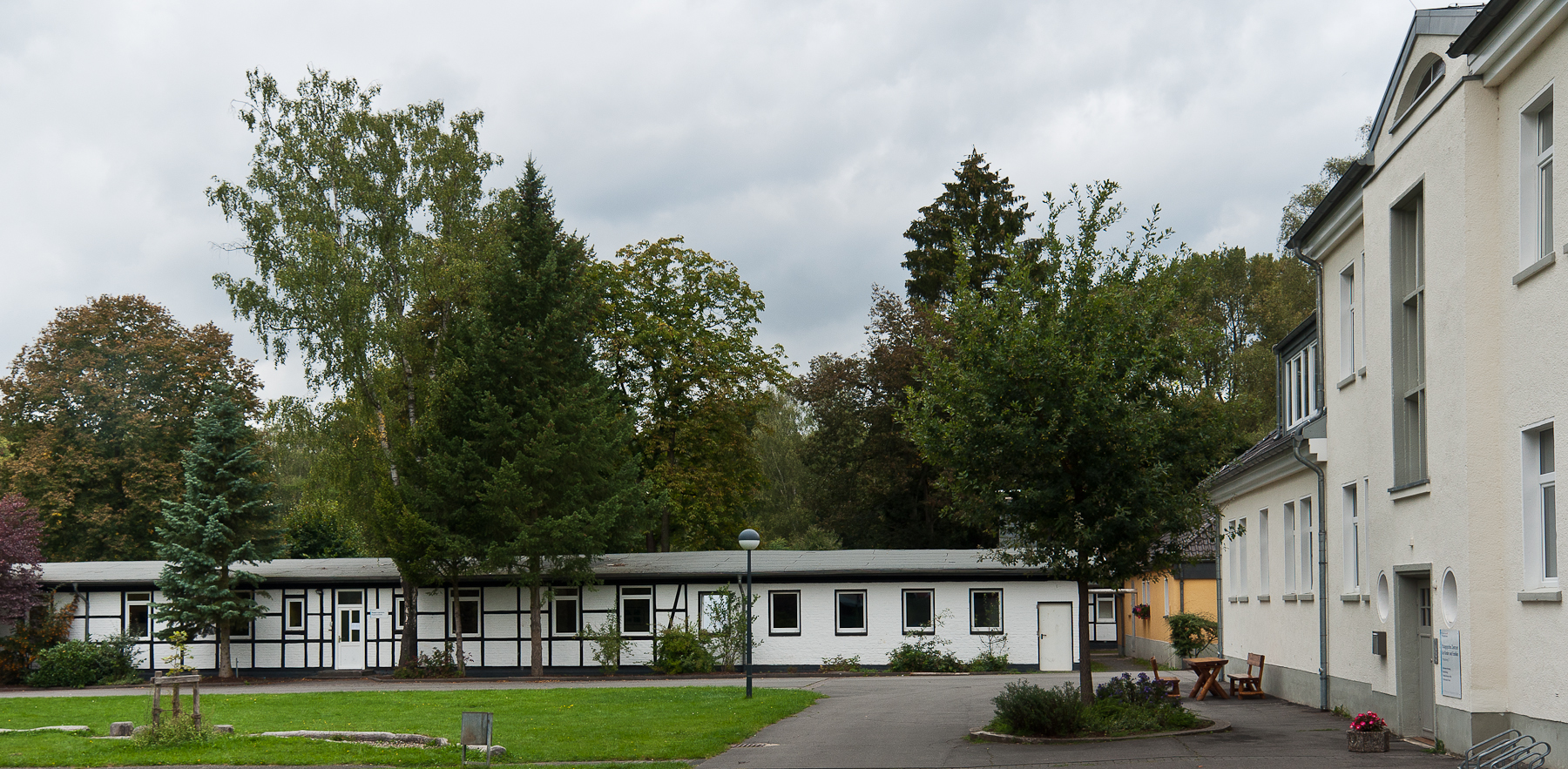
Ehemaliges Lagergebäude, das heute zum Kinderdorf Stephansheide gehört und unter Denkmalschutz steht

Das Kriegsgefangenenlager „Hoffnungsthal“ war ein Lager der Wehrmacht im Zweiten Weltkrieg in Rösrath bei Köln. „Hoffnungsthal“ war die inoffizielle Bezeichnung, in der Verwaltungssprache hieß das Lager „Arbeitskommando 281 des Truppenübungsplatzes Wahn“.
Es gibt einen Ortsteil von Rösrath, der Hoffnungsthal heißt, aber einige Kilometer entfernt liegt. Der Geschichtsverein Rösrath hält die Namensgebung des Lagers deshalb für „NS-Zynismus“.

## Das Lager
Das Kriegsgefangenenlager „Hoffnungsthal“ lag auf dem ehemaligen Schießplatz Wahn und wurde im Zweiten Weltkrieg ab 1940 als solches genutzt. Die Gebäude waren schon vor dem Ersten Weltkrieg gebaut worden und dienten nacheinander verschiedenen Zwecken.
Zunächst waren im Lager französische Kriegsgefangene untergebracht, im Mai 1941 folgten rund 1200 Polen, die bis Mitte 1944 im Lager blieben. „Hoffnungsthal“ war das zentrale Kriegsgefangenenlager für polnische Fähnriche in Deutschland. Insgesamt kamen die Insassen aus mindestens elf verschiedenen Ländern. Als ab Ende 1944 vor allem sowjetische Gefangene hinzukamen, verschlimmerten sich die Zustände im Lager rapide. Die Verpflegung wurde noch schlechter als bisher, und es kam zu Folterungen und Hinrichtungen. Mündlich überliefert ist der Fall eines Mannes, der in einer Januarnacht 1945 an einen Pfahl gebunden sowie mit Wasser übergossen worden war und erfror.
Das Dach des Kriegsgefangenenlagers war gut sichtbar mit der Beschriftung „POW“ (Prisoner of War=dt: Kriegsgefangener) gekennzeichnet, weshalb das Gelände weitgehend von Bombenangriffen verschont blieb. Neben dem Kriegsgefangenenlager befand sich eine Radioabwehr des Militärs, die den englischen Funkverkehr abhörte.
Die Gefangenen waren in einfachen, kaum heizbaren Holzbaracken untergebracht. Sie wurden als Zwangsarbeiter eingesetzt und arbeiteten in zahlreichen Betrieben in der Umgebung: „Oftmals arbeiteten sie sich zu Tode.“ Andererseits ergab sich für die Arbeiter so die Möglichkeit, in bescheidenem Umfang durch Tauschen oder Hamstern an Lebensmittel zu gelangen. Die meisten waren allerdings so entkräftet, dass sie an Gelbsucht oder Durchfallerkrankungen litten.
Es gab zahlreiche Fluchtversuche. Diejenigen Gefangenen, die wieder ergriffen wurden, erhielten blaue französische Beuteuniformen aus dem Ersten Weltkrieg, die mit einem roten Kreuz oder der Aufschrift „KG“ zusätzlich gekennzeichnet waren. Diese Gruppe wurde getrennt und besonders bewacht untergebracht und die „Blaue Division“ genannt. Ihre Mitglieder wurden nur zu Arbeiten in der Heide selbst herangezogen, um ihnen eine neuerliche Flucht zu erschweren.
Im September 1944 wurden auch amerikanische Soldaten, die bei missglückten Fallschirmangriffen gefangen genommen worden waren, im Lager inhaftiert.
Am 12. April 1945 wurden rund 1500 Kriegsgefangene von US-Truppen aus dem Lager befreit. Viele der sowjetischen Gefangenen wurden nach ihrer Rückkehr in die Heimat auf Stalins Anordnung hin in Gulags deportiert oder sofort exekutiert, da sie angeblich „Verräter“ waren. Im Lager wurden nun wiederum deutsche Kriegsgefangene untergebracht, bis kurz danach auf dem Gelände das „Kinderdorf Pestalozzi“ für elternlose und obdachlose Kinder und Jugendliche entstand.

## Ausstellung und Gedenkstätte

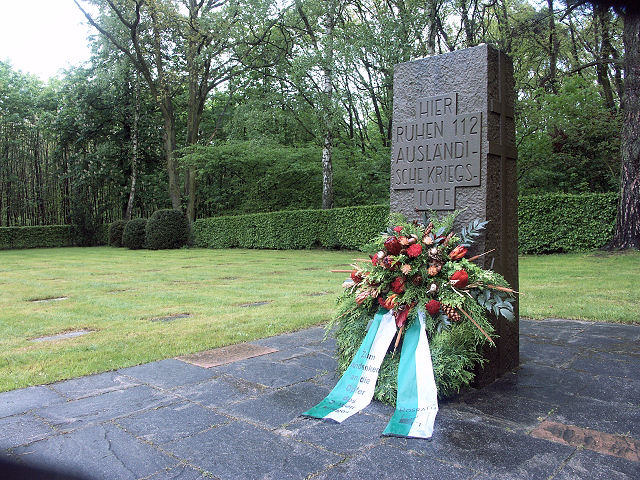
Gedenkstätte für die Insassen des Kriegsgefangenenlagers „Hoffnungsthal“

Seit 1950 gehören die ehemaligen Lagergebäude zum Kinderdorf Stephansheide der Diakonie Michaelshoven. Die Wahner Heide ist inzwischen ein Naturschutzgebiet. Zunächst in der Stephanuskapelle und jetzt in einem anderen Gebäude des Kinderdorfes ist eine vom Geschichtsverein Rösrath erstellte Ausstellung zum Kriegsgefangenenlager „Hoffnungsthal“ zu sehen, die 1993 eröffnet wurde. Die Ausstellung wurde im Beisein von drei ehemaligen polnischen Gefangenen sowie des damaligen polnischen Kulturattachés eröffnet. Es folgte der Besuch einer russischen Delegation mit Marschall Wiktor Georgijewitsch Kulikow an der Spitze.
Der ehemalige Lagerfriedhof ist heute eine Gedenkstätte und trägt den Namen Ehrenanlage Kalmusweiher. Auf ihrem Grund sind 112 Gefangene, 109 davon sowjetische Opfer, beerdigt. Die meisten von ihnen starben in den letzten Kriegsmonaten.
Auf dem Gedenkstein der Ehrenanlage steht geschrieben, dass die Lagertoten „Opfer von Hunger, Krankheit und Gewalt“ wurden: „Ihre Leiden mahnen zum Frieden.“